# PSR J2032+4127
PSR J2032+4127 — пульсар, который образует со звездой MT91 213 двойную систему. Обе звезды находятся в созвездии Лебедь на расстоянии приблизительно 5000 световых лет от Солнца. Система входит в звёздную ассоциацию Лебедь OB2.
PSR J2032+4127 представляет собой ядро взорвавшейся звезды диаметром всего лишь 20 километров. Скорость вращения вокруг своей оси составляет 7 раз в секунду. Пульсар был обнаружен в 2009 году с помощью космического рентгеновского телескопа Ферми. Астрономы заметили необычные изменения в частоте вращения пульсара, которые можно было объяснить воздействием на него массивного объекта. Таким объектом оказалась звезда MT91 213, превосходящая по массе наше Солнце в 15 раз и ярче его в 10 тысяч раз. Эта звезда принадлежит к Be-классу — она очень быстро вращается вокруг собственной оси и поэтому имеет овалообразную форму.
Пульсар вращается вокруг MT91 213 с периодичностью в 25 лет. Группа астрономов, работающих с телескопом Ферми, высчитала, что сближение звёзд в 2018 году будет носить катастрофический характер. Мощное магнитное поле пульсара захватит звёздное вещество, истекающее из MT91 213, что будет сопровождаться, по словам исследователей, «звёздным фейерверком» — высокоэнергетичным излучением.